# Novo Amapá
O naufrágio do barco Novo Amapá foi um acidente com a embarcação Novo Amapá que operava no estados brasileiros do Pará e Amapá, que naufragou em 6 de janeiro de 1981. Apesar de não se saber exatamente quantos faleceram, este é considerado uma das maiores tragédias fluviais do Brasil em número de vítimas.
De acordo com a investigação, um dos motivos foi o sobrepeso, a embarcação partiu da Santana com mais de 600 passageiros e quase 1 tonelada de carga.

## Características
De acordo com o inquérito marítimo 22 031, do Departamento Regional da Marinha no Pará, a embarcação tinha 25 metros de comprimento e capacidade para 400 pessoas e 500 kg de mercadoria.

## Naufrágio
Em 6 de janeiro de 1981, por volta das 14h, o Novo Amapá partiu de Porto de Santana, com escala em Laranjal do Jari e destino em Monte Dourado.  De acordo com registros da Capitania dos Portos, 150 pessoas foram despachadas por Osvaldo Nazaré Colares (morto em 2001 por dengue hemorrágica), mas o número real foi de mais de 600 pessoas. O navio estava sendo comandado por Manoel Alvanir da Conceição Pinto. A embarcação também carregava duas vezes mais carga do que o máximo permitido. O barco virou e naufragou na Ponta dos Aruans, Rio Cajari, por volta das 20h, com os sobreviventes afirmando que o naufrágio foi muito rápido. De acordo com o policial militar Enoque Magave da Silva, que sobreviveu ao naufrágio, a embarcação afundou às 20h45. Várias pessoas não conseguiram escapar por causa dos amontoados de mercadorias, cordas e lonas. Outros passageiros estavam em camarotes, dormindo ou próximos do porão, não conseguindo sair. De acordo com o sobrevivente Armando da Silva Batista, muitas pessoas que pegaram os salva-vidas morrera por "relaxarem" após o naufrágio.
Este foi o maior naufrágio da história do Brasil. Não se sabe ao certo porque a embarcação naufragou. De acordo com Elisete Guimarães, uma das sobreviventes, há histórias que o Novo Amapá teria batido em um banco de areia, ou ainda que estaria sendo pilotado por um menor de idade. A versão do menor de idade foi negada por Manoel Alvanir da Conceição Pinto. De acordo com ele, a criança estava ao seu lado, mas não pilotou a embarcação. O nome do garoto é José Roberto da Silva Pinto, e ele por vezes navegava no Novo Amapá a pedido do capitão, já que trabalhava em um dos estabelecimentos comerciais de Manoel em Santana. Já a hipótese do banco de areia é considerada improvável, já que os livros geográficos e hidrográficos da época mostram que o nível do rio era bastante elevado. Hoje, a hipótese mais aceita é a superlotação. Os sobreviventes narram que havia automóveis na embarcação. Vários dos passageiros eram funcionários da Jari Florestal. Era comum que as embarcações transitassem lotadas em retorno de festividades para que as pessoas pudessem cumprir com seus compromissos. Também não existia fiscalização durante o embarque.
O Exército foi acionado, e os soldados participantes dos resgate foram apelidados de "os bravos heróis". Os soldados recolheram os corpos e os empilharam em uma embarcação da Marinha. Ao todo, 192 cadáveres foram resgatados com um pau de carga. Alguns dos cadáveres foram amarrados na beira do rio. Dezenas de caixões foram encomendados, e o sistema funerário do estado entrou em colapso. Vários corpos tiveram que ser enterrados em uma vala comum em Santana. Alguns corpos foram levados pela correnteza. Nenhuma família foi indenizada pelo naufrágio. O proprietário da embarcação, Manuel Jesus Góis, morreu no camarote, mas o comandante, Manoel Alvanir, salvou-se. Em 2017, Manoel Alvanir trabalhava no porto Ver-o-Peso, em Belém. Não se sabe quantas pessoas morreram, mas mais da metade da tripulação morreu. Algumas estimativas dizem que o número de mortos ultrapassou dos 400. Ao todo, menos de 180 pessoas sobreviveram.

### Cobertura jornalística e reações
O naufrágio foi noticiado no dia seguinte, através de dois sobreviventes. No início, não se sabia a dimensão do desastre. O evento chegou a ser noticiado pelo jornal americano The New York Times em 10 de janeiro. Inicialmente, as primeiras notícias chegaram na tarde do dia 7, quando dois sobreviventes deram por certo a morte de 23 pessoas. Sebastião Oliveira e Júlio Duarte, da TV Amapá, sobrevoaram o local, gravando o único material audiovisual sobre o evento, preservado em fita cassete. Humberto Moreira cobriu o acontecimento para a Rádio Nacional, por seus registros estão perdidos. A história ganhou força quando foi notificada pelo Jornal Nacional.
Três dias depois do incidente, o governador Aníbal Barcelos e o bispo da diocese de Macapá Dom José Maritano sobrevoaram a área do naufrágio. Em entrevista para o Jornal Nacional, Aníbal afirmou que enviou sete barcos para o resgate. Parte dos sobreviventes, porém, disseram que os esforços governamentais não foram o suficiente.

## Representações culturais
Em 1982, João Alberto Capiberibe escreveu Morte nas Águas: A Tragédia do Cajarí, com entrevistas dos sobreviventes.
Em 2011, os grupos Eureca e Cia Supernova de Teatro Experimental criaram a peça Novo Amapá, que reconta a história do naufrágio. A peça, com 45 minutos de duração, é baseada no texto Triste Janeiro, homenagem de Joca Monteiro aos falecidos na tragédia. A primeira exibição ocorreu em 2012, no Teatro das Bacabeiras. Em 2016, a peça ganhou formato de contação de histórias.
Em 2013, a prefeitura de Santana, durange a gestão de Robson Rocha, anunciou a construção de um memorial aos mortos no naufrágio no cemitério, e que seus corpos seriam transferidos para o museu. O início das construções estava previsto para agosto de 2014. Porém, o projeto, de autoria de Randolfe Rodrigues (REDE-AP) não saiu do papel. De acordo com Rocha, a emenda parlamentar em questão destinava a verba de R$ 250 mil para o Fundo Nacional de Saúde. Alguns dos moradores também se manifestaram contra o projeto, com medo dos corpos serem exumados. Já Rodrigues defendeu-se afirmando que o projeto não foi para frente por não seguir os padrões exigidos pelo Ministério da Cultura.
Em 2015, Wanderson Luiz Tavares Viana gravou o documentário Morte nas Águas: Tristes Memórias de um 6 de Janeiro como sua Tese de Conclusão de Curso em Jornalismo na Universidade Federal do Amapá.
Em 2016, o filme Novo Amapá - A Última Viagem, com direção de Wagner Junior e roteiro de André Laurent, entrou em pré-produção, com filmagens previstas para 2017. O diretor expressou sua vontade de lançar o filme no Festival de Gramado. O filme seria o primeiro edital de produção de audiovisual do Amapá, porém acabou ficando de fora por ter funcionários de outros estados, e abriu uma campanha de arrecadamento de R$ 250 mil para as filmagens. "The Prince", a música-tema do filme, foi composta por Jéssica Amanajás Abreu de Amorim.

Em 2020, o jornalista Evandro Côrrea recolheu relatos dos naufrágios do Novo Amapá e  Anna Karoline 3 para o livro Sobral Santos e Novo Amapá – 40 Anos de Impunidade, sobre a seugrança na navegação no Amazonas. A obra foi baseada no naufrágio do Sobral Santos 2, em 1981.